# 산황나무
산황나무(山黃－, Rhamnus crenata)는 갈매나무과의 잎 지는 떨기나무이다.
한국에서는 전라남도에서 경기도 인천까지 해안을 따라 분포하며, 높이는 3m이다. 잎은 어긋나며 끝은 아주 뾰족하고, 표면은 연한 녹색이다. 중륵에 털이 있고, 뒷면은 털이 있다가 맥에만 남으며, 가장자리에 물결 모양의 잔톱니가 있다. 꽃은 암수한그루의 양성화로 황록색이며, 5수성, 잎겨드랑이에 5-10송이씩 취산꽃차례로 달린다. 열매는 장과이며 2-3개의 홈이 있고, 붉은색에서 검은색으로 익고 씨는 2-3개이다.